# Trabajador de cuello azul

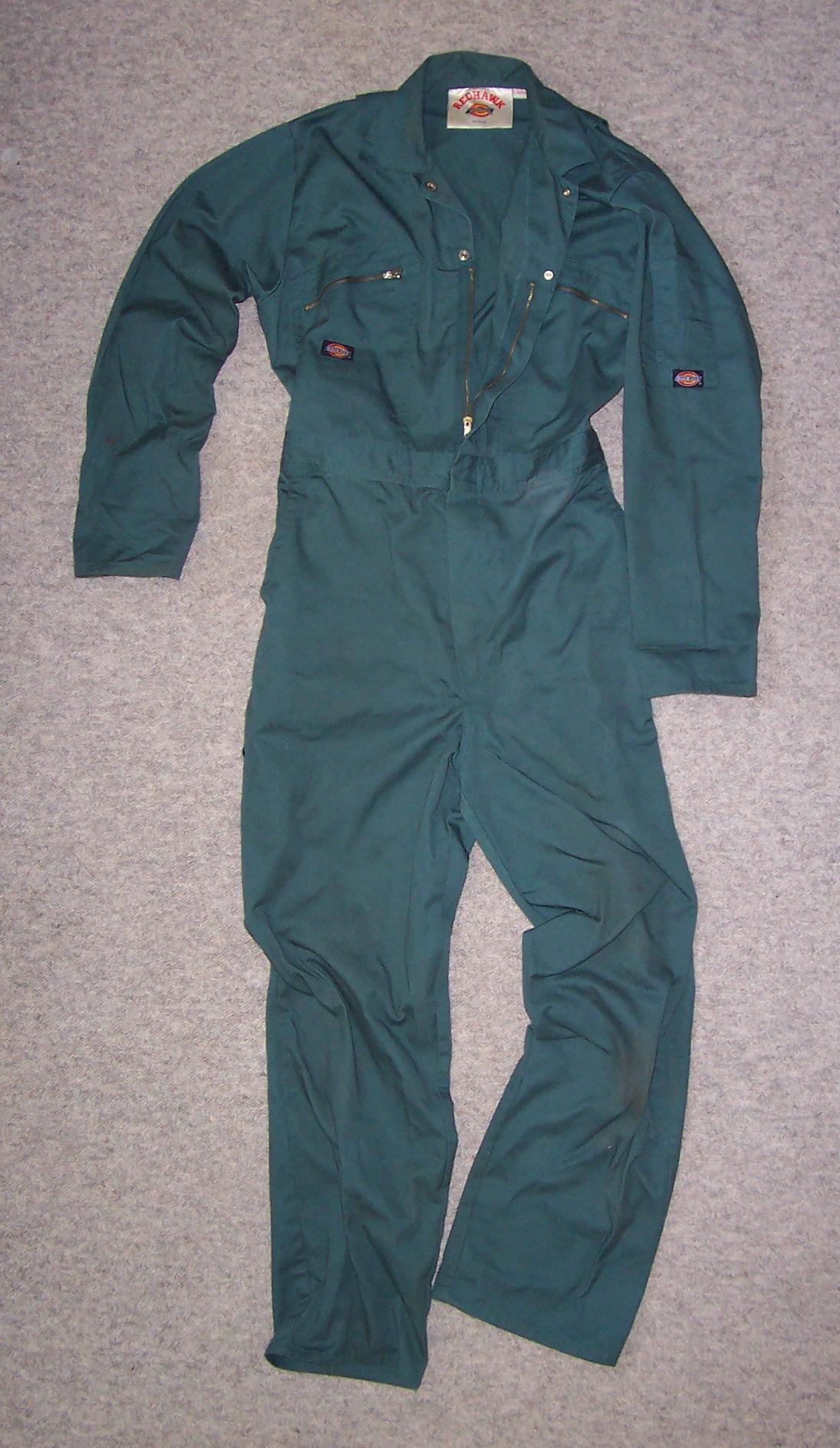
Mameluco, una de las vestimentas de trabajo que indirectamente da nombre a esta clase social.

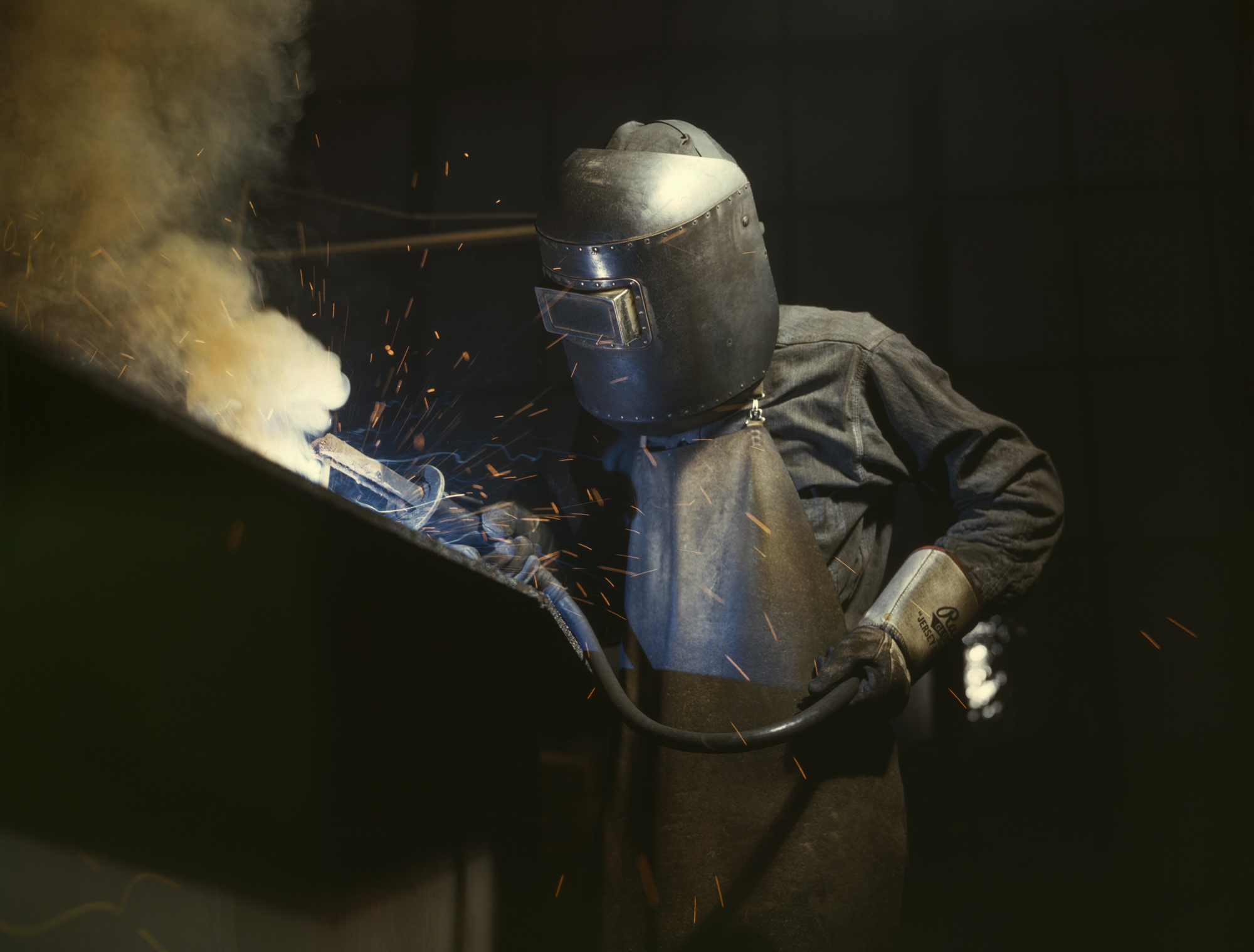
Soldador trabajando en las calderas de un barco, 'Combustion Engineering Co.', Chattanooga, Tennessee, EEUU.

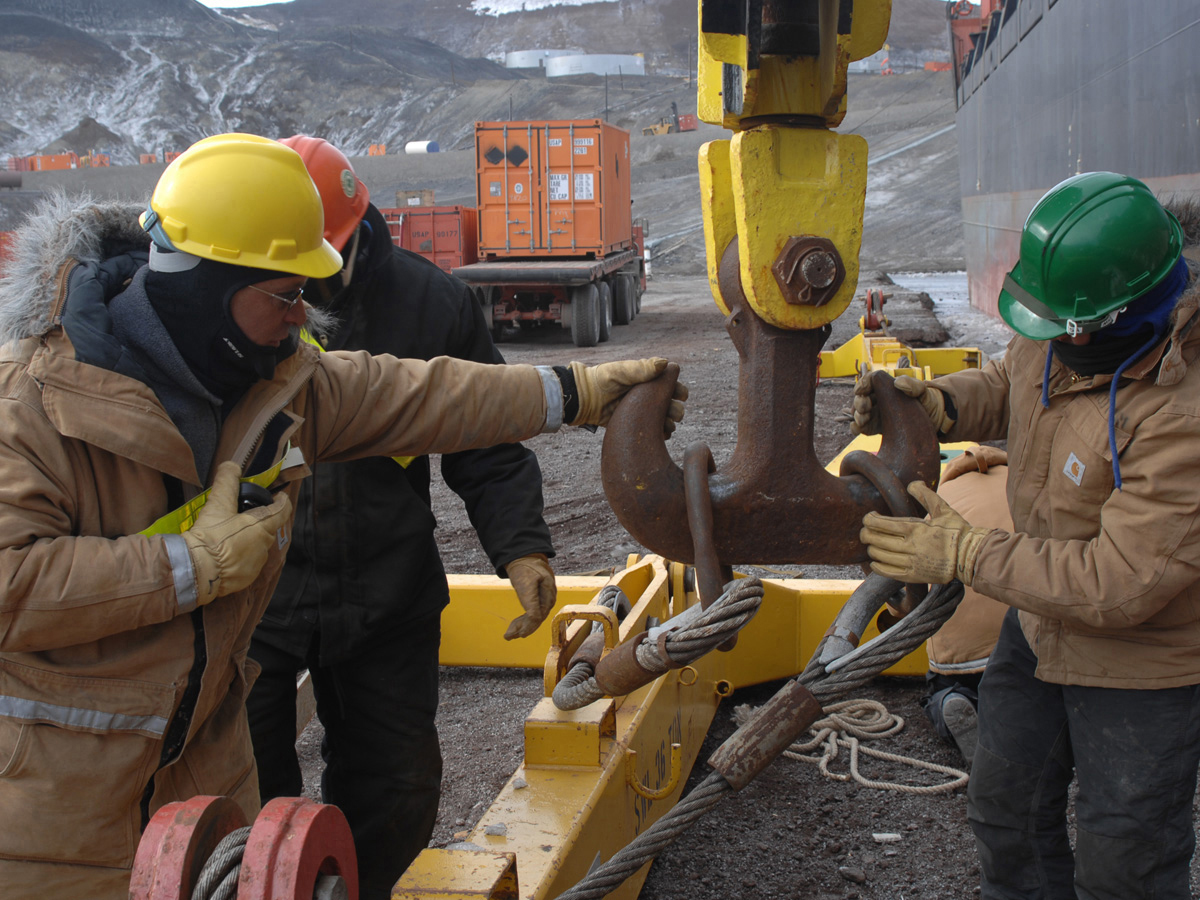
Marineros estadounidenses cargando un contenedor en un portacontenedores.

La expresión cuello azul (del inglés blue collar) o trabajador de cuello azul (blue-collar worker) es un término que se utiliza, particularmente en países de habla inglesa, para designar a los individuos que forman la parte más baja de la jerarquía de las empresas; en particular con frecuencia señala a ejecutantes de tareas manuales y a obreros, marcando una oposición entre este término y los llamados cuellos blancos (white collar), los que fundamentalmente engloban a dirigentes y otros cuadros superiores administrativos y técnicos.
Un trabajador de cuello azul, es por tanto un miembro de clase obrera, que frecuentemente ejecuta un trabajo manual, y que en muchos casos es remunerado por las horas trabajadas o por las jornadas trabajadas (consultar salario), aunque también hay de estos trabajadores que ganan una remuneración fija por semana, por quincena, o por mes. Los cuellos azules se distinguen de los cuellos blancos, ya que en el caso de estos últimos sus respectivos trabajos no son catalogados como manuales sino como administrativos o técnicos o de dirección, puesto que suelen tener un componente intelectual o técnico de mayor envergadura.
El término cuello azul proviene directamente de la vestimenta de trabajo de los obreros durante las horas de trabajo, generalmente un overol o mameluco o mono de color azul (a veces también llamado vestimenta de fajina).
El trabajo manual desarrollado por los cuellos azules puede ser catalogado tanto de cualificado como de no cualificado, y en muchos casos implica un desempeño en los sectores de la construcción, la industria, la agropecuaria, el mantenimiento de locales, el área metal-mecánica, las instalaciones y el mantenimiento técnico (electricidad, sanitaria, mecánica, pulidos, etc). En el área de los servicios, lo frecuente es que los cuellos blancos trabajen con base en un escritorio y con documentación, mientras que los cuellos azules se encargan de tareas de limpieza y de mantenimiento, entrega y recepción de mercaderías, transporte en pequeñas o en largas distancias, acarreo de materiales, manejo de maquinarias, control de público, vigilancia, tareas repetitivas y a veces al aire libre, tareas que implican esfuerzo físico, o relación rutinaria con público, o cuidado de animales, etc.
Los trabajadores de cuello azul realizan tareas donde la habilidad manual suele ser importante para un mejor desempeño. Las habilidades exigidas a este tipo de trabajadores varían según los puestos. En ciertos casos se requiere personal altamente especializado, que haya sido entrenado formalmente, y que haya obtenido un certificado o aprobado un examen. Entre estos empleos que requieren especialización, están los mecánicos, los plomeros, los electricistas o los trabajadores de la construcción. Pero también es cierto que muchos empleadores de los cuellos azules toman a personal no calificado o con calificaciones menores, para hacer trabajos de limpieza, de mantenimiento, de acarreo de materiales, así como tareas repetitivas en línea de producción.